# Alchemilla diversiloba
Alchemilla diversiloba är en rosväxtart som beskrevs av Robert Buser. Alchemilla diversiloba ingår i släktet daggkåpor, och familjen rosväxter. Inga underarter finns listade i Catalogue of Life.